# Roxton Falls
Roxton Falls är en bykommun (municipalité de village) och tätort (centre de population) i provinsen Québec i Kanada. Den ligger i regionen Montérégie, i den sydöstra delen av landet, 250 km öster om huvudstaden Ottawa.